# 無敵愛美神
《無敵愛美神》（英語：Mighty Aphrodite）是一套1995年的美國喜劇片，由伍迪·艾伦编剧并執導，伍迪·艾倫和美娜·蘇雲露主演。電影取材自古希臘神話《畢馬龍》（Pygmalion），卻以現代的紐約市為背景，描述一名體育记者嘗試令一名妓女從良的故事。美娜·蘇雲露赢得金球奖和奥斯卡最佳女配角奖，亞倫获得奥斯卡最佳原创剧本奖提名。

## 剧情
体育记者连尼与妻子阿曼达收养了一个儿子麦克斯，在儿子有三、四岁的时候，连尼去找麦克斯的生母琳达，却发现她是名妓女，并演过色情片。于是连尼打算劝说琳达改行做一名普通人。后介绍拳击手凯文与之认识，打算撮合二人成为夫妻。两人一开始相处很好，然而凯文的朋友通过色情片认出了琳达，了解到真相的凯文气愤地与琳达分了手。最后琳达还是找到了一名合适的男子——直升机飞行员唐。后来连尼带着养子麦克斯与琳达在商场巧合见面，此时琳达不知道麦克斯是自己的亲生儿子，而连尼也不知道琳达的女婴是自己的女儿。

## 角色
- 伍迪·艾伦 - Lenny Weinrib，体育新闻记者
- 美娜·蘇雲露 - Linda Ash，Max的生母，做过色情演员和妓女
- 海倫娜·寶咸·卡達 - Amanda Sloan Weinrib，Lenny之妻，经营一家画廊
- 邁克·拉帕波特 - Kevin，拳击手，Lenny欲撮合Kevin与Linda成为一对
- F·莫瑞·亞伯拉罕 - Greek Chorus Leader
- Olympia Dukakis - Jocasta
- David Ogden Stiers - Laius
- Jack Warden - Tiresias
- Danielle Ferland - Cassandra
- Peter Weller - Jerry Bender，喜欢Amanda
- Claire Bloom - Mrs. Sloan

## 外部連結
- 互联网电影数据库（IMDb）上《無敵愛美神》的资料（英文）
- Box Office Mojo上《無敵愛美神》的資料（英文）
- 爛番茄上《無敵愛美神》的資料（英文）
- Metacritic上《無敵愛美神》的資料（英文）